# Victor Jaramillo
Victor Jaramillo Luque (* 14. Juli 1953) ist ein mexikanischer Badmintonspieler, Botaniker und Ökologe. 

## Karriere
Victor Jaramillo nahm 1977 an der Weltmeisterschaft im Badminton teil. Er startete dabei sowohl im Einzel als auch im Doppel mit Bruder Ricardo. In beiden Disziplinen wurde er 17., wobei er jeweils am Schweden Thomas Kihlström scheiterte, welcher im Doppel mit Bengt Fröman am Start war.

## Sportliche Erfolge
| Saison | Veranstaltung              | Disziplin    | Platz | Name                                 |
| ------ | -------------------------- | ------------ | ----- | ------------------------------------ |
| 1972   | Mexico International       | Herrendoppel | 1     | Roy Díaz González / Victor Jaramillo |
| 1977   | Weltmeisterschaft          | Herrendoppel | 17    | Victor Jaramillo / Ricardo Jaramillo |
| 1977   | Weltmeisterschaft          | Herreneinzel | 17    | Victor Jaramillo                     |
| 1977   | Mexikanische Meisterschaft | Herrendoppel | 1     | Victor Jaramillo / Ricardo Jaramillo |
| 1978   | Mexico International       | Herrendoppel | 1     | Ricardo Jaramillo / Victor Jamarillo |